# Riatham
 Riatham  roi légendaire de Domnonée du VIe siècle.

## Contexte
Riatham apparaît dans la généalogie de saint Judicaël incluse dans sa vita composée par le moine Ingomar au XIe siècle désormais perdue, mais connue par le biais de sa mention par Pierre Le Baud dans son Histoire de Bretagne, composée vers 1508. Selon cette dernière il est le fils de Deroch et le père de Iona, princes de Domnonée en Bretagne armoricaine. Il en est de même dans la vita du XIIe siècle de Winoc de Bergues publiée par les Bollandistes ; comme dans le Chronicon Briocense .
Arthur de La Borderie dans son « Histoire de Bretagne » estime que Deroch a eu comme successeur Iona et que la présence de Riatham dans cette généalogie est absolument impossible. Il en conclut que Iona était le fils de Deroch et que Riatham était peut-être un autre fils de Deroch, mort jeune. Alan J. Raude estime au contraire que Deroch est une épithète qu'il interprète comme Ferox à partir du gallois Der (« obstiné indompté ») accolée au nom Riatham qui doit être le fils de Riwal. Enfin Peter Bartrum demeure partisan de la filiation « Riatham fils de Deroch fils de Riwal »

## Article lié
- Deroch